# Copa del Rey de voleibol 2010
La 60ª edición de la Copa del Rey de Voleibol se disputó del 18 al 21 de marzo en el Pabellón Siglo XXI de Zaragoza. La Real Federación Española de Voleibol designó al Club Voleibol Zaragoza como organizador y contó con el patrocinio del Gobierno de Aragón, Ayuntamiento de Zaragoza y MultiCaja.
Los equipos clasificados fueron: CAI Voleibol Teruel, Unicaja Almería, FC Barcelona, Palma Volley, Tarragona SPiSP, UCAM Murcia, Caravaca Año Santo 2010 y el organizador Club Voleibol Zaragoza.
El Campeonato se jugó por eliminatoria a partido único, en cuartos de final, semifinal y final. El emparejamiento de los equipos para cuartos de final y semifinales se realizó mediante un sorteo, que tuvo lugar el 17 de febrero en el CAD de Zaragoza.
El Unicaja Almería se proclamó campeón tras derrotar en la final al MultiCaja Fábregas Sport por 3 sets a 1.

## Desarrollo
|  | Cuartos de final         | Cuartos de final |                 |                          | Semifinales | Semifinales |  |                          | Final       | Final       |  |
|  | 18 y 19 de marzo         | 18 y 19 de marzo |                 |                          | 20 de marzo | 20 de marzo |  |                          | 21 de marzo | 21 de marzo |  |
|  |                          |                  |                 |                          |             |             |  |                          |             |             |  |
|  |                          |                  |                 |                          |             |             |  |                          |             |             |  |
|  | Unicaja Almería          | 3                |                 |                          |             |             |  |                          |             |             |  |
|  | Unicaja Almería          | 3                |                 |                          |             |             |  |                          |             |             |  |
|  | FC Barcelona             | 0                |                 |                          |             |             |  |                          |             |             |  |
|  | FC Barcelona             | 0                |                 | CAI Voleibol Teruel      | 1           |             |  |                          |             |             |  |
|  |                          |                  |                 | CAI Voleibol Teruel      | 1           |             |  |                          |             |             |  |
|  |                          |                  | Unicaja Almería | 3                        |             |             |  |                          |             |             |  |
|  | MultiCaja Fábregas Sport | 3                | Unicaja Almería | 3                        |             |             |  |                          |             |             |  |
|  | MultiCaja Fábregas Sport | 3                |                 |                          |             |             |  |                          |             |             |  |
|  | Caravaca Año Santo 2010  | 1                |                 |                          |             |             |  |                          |             |             |  |
|  | Caravaca Año Santo 2010  | 1                |                 |                          |             |             |  | MultiCaja Fábregas Sport | 1           |             |  |
|  |                          |                  |                 |                          |             |             |  | MultiCaja Fábregas Sport | 1           |             |  |
|  |                          |                  | Unicaja Almería | 3                        |             |             |  |                          |             |             |  |
|  | CAI Voleibol Teruel      | 3                | Unicaja Almería | 3                        |             |             |  |                          |             |             |  |
|  | CAI Voleibol Teruel      | 3                |                 |                          |             |             |  |                          |             |             |  |
|  | Tarragona SPiSP          | 0                |                 |                          |             |             |  |                          |             |             |  |
|  | Tarragona SPiSP          | 0                |                 | MultiCaja Fábregas Sport | 3           |             |  |                          |             |             |  |
|  |                          |                  |                 | MultiCaja Fábregas Sport | 3           |             |  |                          |             |             |  |
|  |                          |                  | UCAM Murcia     | 0                        |             |             |  |                          |             |             |  |
|  | UCAM Murcia              | 3                | UCAM Murcia     | 0                        |             |             |  |                          |             |             |  |
|  | UCAM Murcia              | 3                |                 |                          |             |             |  |                          |             |             |  |
|  | Palma Volley             | 1                |                 |                          |             |             |  |                          |             |             |  |
|  | Palma Volley             | 1                |                 |                          |             |             |  |                          |             |             |  |
|  |                          |                  |                 |                          |             |             |  |                          |             |             |  |